# کیتسوس تزاولاس
کیتسوس تزاولاس (یونانی: Κίτσος Τζαβέλας؛ ۱۸۰۰ – ۲۱ مارس ۱۸۵۵) یک سیاست‌مدار اهل امپراتوری عثمانی بود.